# Michelle Jenner
Michelle Jenner Husson (Barcelona, 14 de setembro de 1986) é uma atriz espanhola, mais conhecida por interpretar Sara Miranda na série de televisão Los hombres de Paco	.

## Biografia
Nascida em Barcelona, capital da Catalunha, ela é descendente de ingleses, por parte do pai que é o ator Miguel Ángel Jenner, e de franceses, por parte da mãe. Ela estudou teatro, canto e dança na escola Company & Company, e estudou atuação na escola de atuação Nancy Tuñon.

## Carreira

### Carreira de atriz
Ela começou atuando em comerciais de televisão quando tinha dois anos de idade. O primeiro trabalho dela na televisão foi na série de 2000 El cor de la cuitat, em que ela interpretou a personagem Alícia. Michelle Jenner fez o papel de Natalia no filme de 2004 Nubes de verano, dirigido por Felipe Vega. Ela interpretou Sara Miranda na série cômica de televisão Los hombres de Paco de 2005 até 2010, este papel a tornou famosa. A atriz também apareceu nos filmes de 2009 Íntimos y extraños, dirigido por Rubén Alonso, e na comédia Spanish Movie, dirigida por Javier Ruiz Caldeira. Ela foi a protagonista dois filmes em 2011, o primeiro sendo No Tengas Miedo, dirigido por Montxo Armendaríz, em que ela fez o papel de Silvia, uma personagem que, quando criança, sofreu abuso infantil do pai. A atriz, para estudar o papel, conversou com vítimas de abuso infantil. Michelle Jenner estrelou no mesmo a comédia de ficção científica Extraterrestre, dirigida por Nacho Vigalondo, em que ela interpreta Julia, uma garota que se envolve em um quadrado amoroso durante uma invasão alienígena a Madri. Ela interpretou o papel principal, Rainha Isabel I de Castela, na série dramática histórica de televisão de 2012 da TVE Isabel, mi reina.

### Carreira de dubladora
Michelle Jenner começou a carreira de dubladora quando tinha seis anos de idade. Dentre seus trabalhos etão incluídos Hermione Granger nos quatro primeiros filmes de Harry Potter e Giosué no filme italiano A Vida É Bela. Ela também dublou a personagem principal do jogo de PlayStation 3 Heavy Rain.

## Filmografia

### Séries de televisão
| Ano       | Série de TV         | Papel               | Canal de TV |
| --------- | ------------------- | ------------------- | ----------- |
| 2000-2001 | El cor de la cuitat | Alícia              | TV3         |
| 2005-2010 | Los hombres de Paco | Sara Miranda        | Antena 3    |
| 2010      | Todas las mujeres   | Ona                 | TNT         |
| 2012      | Isabel, mi reina    | Isabel I de Castela | TVE         |

|2021||La Cocinera de Castamar||Clara Belmonte||Netflix|-}

### Filmes para a televisão
| Ano  | Filme                      | Canal de TV    | Papel     |
| ---- | -------------------------- | -------------- | --------- |
| 2003 | Més enllá de les Estrelles | Carmeta        | TV3       |
| 2010 | Inocentes                  | Sonia          | Telecinco |
| 2010 | La princesa de Éboli       | Ana de Austria | Antena 3  |

### Programas de televisão
| Ano       | Série de TV          | Canal de TV |
| --------- | -------------------- | ----------- |
| 2003      | El analista Catódico | LaSexta     |
| 2006-2007 | Bichos & cía         | LaSexta     |

### Cinema
| Ano  | Filme                                | Papel   |
| ---- | ------------------------------------ | ------- |
| 2001 | Faust: la venganza está en la sangre | Jade    |
| 2004 | Nubes de verano                      | Natalia |
| 2009 | Íntimos y extraños                   | María   |
| 2009 | Spanish Movie                        | Fada    |
| 2010 | Spanish circuit                      | Eva     |
| 2011 | No Tengas Miedo                      | Silvia  |
| 2011 | Extraterrestre                       | Julia   |

### Curta metragens
| Ano  | Filme            |
| ---- | ---------------- |
| 2007 | Tight            |
| 2007 | Cinco contra uno |
| 2009 | Mala conciencia  |